# Cernay, Calvados

Cernay este o comună în departamentul Calvados, Franța. În 1 ianuarie 2022 avea o populație de 138 de locuitori.